# Platja des Jonquet
La platja des Jonquet és una platja natural del municipi de Cadaqués (Alt Empordà) situada a la badia de Guillola, a poc més de dos quilòmetres al nord de la població, al Parc Natural del Cap de Creus. Està orientada al sud-est, protegida de la tramuntada en estar encaixada en el perfil costaner. Té una longitud de 20 m i una amplada entre 10 i 20 m, segons la marea, formada per còdols i grava, i a vegades també té fang.
El nom de la platja és el diminutiu de jonc, una planta que es troba a la zona, doncs la platja és el desguàs de la riera des Jonquet.